# 宰相殿の空弁当
宰相殿の空弁当（さいしょうどののからべんとう）は、慶長5年（1600年）の関ヶ原の戦いにおける毛利氏の去就にまつわる故事。

## 関ヶ原の戦いまで
関ヶ原の戦いに際し、五大老の1人毛利輝元は、石田三成や安国寺恵瓊の要請を受けて西軍の総大将となった。輝元は豊臣秀頼を保護する名目で大坂城に入り、徳川家康が大坂城に置いていた留守居役を強制的に城から追い出している。
しかし輝元自身は大坂城から出ようとせず、主戦場には養子の毛利秀元を大将として派遣した。この時、秀元の補佐として吉川広家が任じられたが、広家はこの戦いで西軍が敗れると予想しており、7月15日には既に吉川広家と福原広俊・宍戸元続・益田元祥・熊谷元直（いずれも毛利氏の重臣）らとの間で徳川氏との協議に入ることで合意をしていたが、毛利秀元・安国寺恵瓊はこの決定から外されていた。そのうえで、徳川家の重臣榊原康政・本多忠勝らと極秘に単独停戦の交渉を進めた。

## 関ヶ原の戦い
関ヶ原の戦いで、毛利軍は家康本陣の背後にある南宮山に布陣した。秀元は南宮山を降りて徳川軍の背後から攻撃するつもりであったが、先陣を務める広家が出撃に反対して道を空けないため動けずにいた。
長束正家の急使が南宮山の毛利の本営に駆けつけ、秀元に戦闘参加を要請してきた。秀元はこれに応じようとしたが、先鋒として前面に布陣している吉川広家の兵にさえぎられているため動くことができなかった。そこで秀元は長束の使者に対して、「兵卒に兵糧を食させている最中なり。」といって時間をかせいだ。世人は、これを「宰相殿の空弁当」と称したという 。
同日、吉川家と同じく毛利家に連なる小早川秀秋が戦闘中に寝返り、東軍として戦闘を開始。結果、関ヶ原の戦いはたった1日で西軍が敗北して終了した。
その後、大坂城にいた毛利輝元も戦闘せずに本国へ引き上げたため、毛利・吉川・小早川は家康と戦うことなく関ヶ原の戦いを終えることができた。

## 関ヶ原の戦い以降
しかし、毛利輝元が大坂城にて西軍総大将として西国を中心に積極的な指揮をしていた事実が残された書状より発覚したことから、毛利氏の所領のうち周防国と長門国（現在の山口県）以外の全ての領地を没収した。その結果、毛利氏は安芸国ほか8か国で112万石の大大名から、29万8千石（慶長18年（1613年）に36万9千石へ高直し）の国持ちクラスの大名へ転落した（長州藩）。また輝元への処置とは無関係ではあるが、毛利氏と関係のある小早川秀包や安国寺恵瓊も処分を受けた。
家康は当初、毛利氏を取り潰して吉川広家に周防・長門を与える意向であったが、広家が家康に嘆願しこの処分に落ち着いたという。
後に広家と徳川方の交渉の事実を知った秀元は憤激し、長府藩（秀元の子孫）と岩国領主家（広家の子孫）の間には長く確執が残ったという。